# يوشيتاكا غيشيكاواا
يوشيتاكا غيشيكاواا (باليابانية: 岸川 義隆) (مواليد 16 يناير 1979)، هو لاعب كرة قدم سابق كان يلعب كحارس مرمى.

## وصلات خارجية
- يوشيتاكا غيشيكاواا على موقع عالم كرة القدم.نت (الإنجليزية)